# Grigol Abašidze
Grigol Abašidze (19. července 1914, Čiatura, Gruzie – 29. července 1994, Tbilisi) byl gruzínský spisovatel a překladatel, přesněji pracoval jako redaktor a kromě vlastní tvorby i překládal. Je spoluautorem textu Idide marad, čveno samšoblov, který byl hymnou Gruzínské SSR, užívané v letech 1946–1990. Stal se hrdinou socialistické práce v roce 1974. V básnické i románové tvorbě se věnoval zejména historické tematice, jako například historický román Králova milostnice, který byl v češtině zpracováván v letech 1973 a 1979 a v ruštině v letech 1965 a 1972. Napsal také Královnina noc, která vyšla v ruštině v roce 1972 a v češtině 1976. České i slovenské překlady jsou vyrobeny z ruských překladů jeho gruzínských originálů. V roce 1994 zemřel v hlavním městě Gruzie, Tbilisi, ve svých 80 letech.